# 迪金灣
68°23′S 150°10′E / 68.383°S 150.167°E
迪金灣是南極洲的海灣，位於喬治五世地，處於霍恩海崖和弗雷什菲爾德角之間，以澳大利亞的總理命名，現時由南極條約體系管理。